# Heinrich von Michael
Heinrich Wilhelm Ferdinand Gerhard Friedrich Emil von Michael (* 11. Januar 1888 in Schönhausen (Mecklenburg); † 22. Februar 1942 in Ssaimoljowka bei Charkow) war ein deutscher Politiker der DNVP und Staatsminister von Mecklenburg-Strelitz.

## Leben
Heinrich von Michael war jüngerer Sohn des Gutsbesitzers auf den mecklenburgischen Gütern Schönhausen und Ganzkow August von Michael (1839–1928) und dessen Frau Anna, geb. von Fabrice (1856–1927), einer Tochter des Kammerherrn August von Fabrice und dessen Frau der Auguste, geb. von Blücher (1834–1884). Heinrich wuchs auf dem Hauptgut seiner Eltern auf. Heinrich von Michael wurde 1914 mit der Schrift „Der Mensch als Werkzeug“ an der Universität Rostock promoviert. 
1919 gründete Heinrich von Michael mit der Offizierstochter Ilse, geb. von Windheim  (1896–1967), eine Familie. Sie hatten die Tochter Elisabeth, verheiratet mit dem Oberstleutnant Friedrich Wilhelm von Leutzsch (1913–1944), später mit dem Kaufmann Rudolf Anton Kuess. Der Sohn Carl-Heinrich von Michael war einige Jahre mit Helene Hennings liiert, eine Tochter Sybille.
Ab 1923 saß er als DNVP-Mitglied im Landtag des Freistaates Mecklenburg-Strelitz. 1928 führte er als Gutserbe bereits die Besitzung Schönhausen. Dieses Gut umfasste vor der Weltwirtschaftskrise gesamtheitlich 1226 ha Fläche. Zum Gut Schönhausen gehörte ein großer Schafszuchtbetrieb und eine Rindviehzucht. Der Anteil der Forsten war mit 250 ha groß für mecklenburgische Verhältnisse.
Von 1931 bis 1933 war er Staatsminister.
Während des Zweiten Weltkriegs fiel Heinrich von Michael als Oberstleutnant d. R. in der Ukraine. Sein älterer Bruder Carl August von Michael (1886–1974) war zuletzt einer der fünf Hauptdirektoren des Mecklenburgischen Ritterschaftlichen Kreditvereins mit Sitz in Rostock und Major d. R. sowie der Erbe des Gutes in Ganzkow, verheiratet mit Alice von Griesheim (1887–1974).